# Ruio di Cison
Il Ruio di Cison, detto anche solo Ruio (così anche in veneto), è un corso d’acqua della provincia di Treviso in Veneto.

## Corso del torrente
Il Ruio nasce nei pressi di Forcella Foran, a monte del Bosco delle Penne Mozze. Poco dopo la sorgente forma la cascata del Pissol, e in seguito, dopo aver scavato la valle di San Daniele, raggiunge il paese di Cison. Quasi tutta la sua valle è percorsa dalle Vie dell’Acqua, un sentiero naturalistico lungo il torrente, dove fin dal XVI secolo furono costruiti vari mulini. L’intero corso del torrente è compreso nel comune di Cison di Valmarino.